# Mnohostěn

Příklad obecného mnohostěnu

Mnohostěn, také polyedr je trojrozměrné geometrické těleso, jehož povrch se skládá z konečně mnoha stěn tvořených mnohoúhelníky. V moderním smyslu se pojem mnohostěn užívá nejen pro těleso trojrozměrné, ale obecně pro těleso n-rozměrné (speciálním případem n-rozměrného mnohostěnu je n-rozměrný simplex).

## Obecné vlastnosti
Mnohostěn má povrch skládající se z mnohoúhelníkových stěn, které se setkávají v úsečkami tvořených hranách. Body, ve kterých se setkávají (nejméně 3) hrany, se nazývají vrcholy. Část prostoru ohraničená stěnami se nazývá vnitřek mnohostěnu a bývá obvykle považována za jeho součást.
Mnohostěny jsou označovány podle počtu stěn (4 a více). Existují tak například čtyřstěn (tetraedr), pětistěn (pentaedr), šestistěn (hexaedr), sedmistěn (heptaedr), osmistěn (oktaedr), dvanáctistěn (dodekaedr), dvacetistěn (ikosaedr) atd. Pro některé důležité mnohostěny existuje také samostatné označení, jako jsou například jehlan a krychle.

### Eulerova věta
Vztah mezi počtem vrcholů (v), hran (h) a stěn (s) konvexního mnohostěnu udává Eulerova věta
{\displaystyle v-h+s=2}.

## Význačné mnohostěny

Mnohostěn: a) konvexní, b) nekonvexní

Nepravidelný šestiboký jehlan

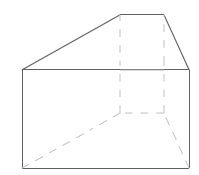
Nepravidelný čtyřboký hranol

Za význačné jsou považovány takové mnohostěny, které vynikají nad ostatní buď jistým druhem dokonalosti (například pravidelností) nebo svým historickým významem. Takovéto mnohostěny mají obvykle vlastní jména.
- Jehlany - mnohostěny tvořené jednou mnohoúhelníkovou stěnou (podstavou), význačným vrcholem (vrchol jehlanu) ležícím mimo podstavu a trojúhelníkovými stěnami tvořenými vždy hranou podstavy a dvěma úsečkami spojujícími koncové body této hrany s význačným vrcholem ležícím mimo podstavu (vrcholem jehlanu).
  - Trojboký jehlan, který má všechny stěny shodné, se nazývá pravidelný čtyřstěn a patří mezi Platónská tělesa.
- Hranoly - mnohostěny tvořené dvěma shodnými, stejně orientovanými a v různých vzájemně rovnoběžných rovinách ležícími mnohoúhelníkovými stěnami (podstavami) a obecně rovnoběžníkovými stěnami pláště vymezenými dvěma odpovídajícími si hranami na obou podstavách a úsečkami, spojujícími jejich koncové body (jsou-li všechny tyto stěny pláště obdélníkové, jedná se o kolmý hranol, v opačném případě o hranol šikmý).
  - Když má čtyřboký kolmý hranol všechny stěny (obecně) obdélníkové, je to kvádr.
    - Jsou-li všechny stěny kvádru čtvercové, jedná se o krychli, která také patří mezi Platónská tělesa.

### Pravidelné mnohostěny
Jestliže z každého vrcholu mnohostěnu vychází stejný počet hran a každá stěna je ohraničena stejným počtem hran, pak se mnohostěn označuje jako kombinatoricky pravidelný. Jsou-li navíc všechny stěny pravidelné mnohoúhelníky, pak říkáme, že mnohostěn je (metricky) pravidelný.
Pravidelný mnohostěn je tedy takový mnohostěn, jehož všechny stěny jsou shodné pravidelné mnohoúhelníky.
Existuje přesně pět pravidelných konvexních mnohostěnů. Všechny jsou známy již z antiky a souhrnně se nazývají Platónská tělesa.
- čtyřstěn - stěny tvořené rovnostrannými trojúhelníky
- šestistěn (krychle) - stěny tvořené čtverci
- osmistěn - stěny tvořené rovnostrannými trojúhelníky
- dvanáctistěn - stěny tvořené pravidelnými pětiúhelníky
- dvacetistěn - stěny tvořené rovnostrannými trojúhelníky

|  |  |  |  |  |

Existují přesně čtyři pravidelné nekonvexní mnohostěny. Souhrnně se nazývají Keplerovy-Poinsotovy mnohostěny. Oproti klasické definici mnohostěnu neleží celá plocha každé stěny těchto těles na jejich povrchu, ale je „zanořena“ dovnitř. Pokud by se považovaly za stěny pouze viditelné části, nebyly by již tyto mnohostěny pravidelné.
- malý hvězdicovitý dvanáctistěn
- velký hvězdicovitý dvanáctistěn
- velký dvanáctistěn
- velký dvacetistěn

## Duální mnohostěny

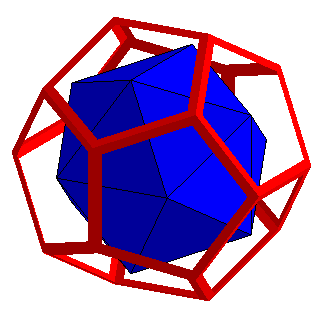
Dvanáctistěn a jeho duál

Ke každému mnohostěnu existuje mnohostěn duální. Ten vznikne umístěním vrcholů do „středů“ stěn původního mnohostěnu a jejich spojením hranami tak, že vrcholy ležící v sousedních stěnách původního mnohostěnu jsou v jeho duálu spojeny hranou.

## Vztah ke grafům
Každý mnohostěn se vztahuje k právě jednomu grafu, jehož vrcholy a hrany odpovídají vrcholům a hranám mnohostěnu. Díky tomu je možné používat teorii grafů pro zkoumání mnohostěnů.